# Alocasia clypeolata
Alocasia clypeolata är en kallaväxtart som beskrevs av Alistair Hay. Alocasia clypeolata ingår i släktet Alocasia och familjen kallaväxter. Inga underarter finns listade.